# Muthuthala
Muthuthala es una ciudad censal situada en el distrito de Palakkad en el estado de Kerala (India). Su población es de 24861 habitantes (2011). Se encuentra a 60 km de Palakkad y a 39 km de Thrissur.

## Demografía
Según el censo de 2011 la población de Muthuthala era de 24861 habitantes, de los cuales 11815 eran hombres y 13046 eran mujeres. Muthuthala tiene una tasa media de alfabetización del 93,91%, inferior a la media estatal del 94%. la alfabetización masculina es del 96,15%, y la alfabetización femenina del 91,92%.